# Туркменка (село)
Туркменка  (рос. Туркменка) — село у Нарімановському районі Астраханської області Російської Федерації.
Населення становить 420 осіб. Входить до складу муніципального утворення Лінейнинська сільрада.

## Історія
Населений пункт розташований на території українського етнічного та культурного краю Жовтий Клин. Від 1931 року належить до Нарімановського району.
Згідно із законом від 6 серпня 2004 року органом місцевого самоврядування до 1 вересня 2016 року було Лінейнинська сільрада.

## Населення
| 2002 | 2010 | 2011 | 2012 | 2013 | 2014 | 2015 |
| ---- | ---- | ---- | ---- | ---- | ---- | ---- |
| 418  | ↘417 | ↗424 | ↗438 | ↘423 | ↗431 | ↘420 |